# Universitas Trunojoyo
Universitas Trunojoyo – indonezyjska uczelnia publiczna w kabupatenie Bangkalan na wyspie Madura (prowincja Jawa Wschodnia). Została założona w 2001 roku.

## Wydziały
- Fakultas Ekonomi dan Bisnis
- Fakultas Hukum
- Fakultas Ilmu Pendidikan
- Fakultas Ilmu Sosial dan Ilmu Budaya
- Fakultas Keislaman
- Fakultas Pertanian
- Fakultas Teknik

Źródło: